# 1. Division 1900/1901
Šestý ročník 1. Division (1. belgické fotbalové ligy) se konal od 21. října 1900 do 5. května 1901.
Sezonu vyhrál potřetí v klubové historii, obhájce minulého ročníku RRC de Brusel. Nejlepším střelcem se stal hráč Beerschot AC Herbert Potts. Zúčastnilo se jí 9 klubů a prvně se hrálo v jedné skupině.